# Фридрих, Свен
Свен Фридрих (род. 1 июня 1974, Берлин, ГДР) — немецкий музыкант, певец и продюсер. Известен своими проектами Dreadful Shadows, Zeraphine и Solar Fake.

## Музыкальная карьера
Родился в Восточном Берлине. С шести лет начал получать уроки гитары, фортепиано и ударных, а в подростковом возрасте - также уроки джаз- и поп-пения. Начиная с 1988 года, Фридрих играл в различных группах в качестве барабанщика, гитариста или клавишника. В 1990 году он пел в первый раз в группе под названием The Nuisance, которая переросла в Dreadful Shadows. В 2001 году Фридрих вместе с Норманом Зельбихом, не без помощи Томми Хайна, основал группу Zeraphine, а в 2007 — свой сольный проект Solar Fake. Также Свен Фридрих пишет музыку для телешоу под псевдонимом.

## Дискография

### Dreadful Shadows
Полноформатные альбомы
- 1994: Estrangement
- 1996: Buried Again
- 1998: Beyond the Maze
- 1999: The Cycle

EP и синглы
- 1995: Homeless EP
- 1997: Burning the Shrouds
- 1999: Twist in My Sobriety
- 1999: Futility
- 2000: Apology EP

### Zeraphine
Полноформатные альбомы
- 2002: Kalte Sonne
- 2003: Traumaworld
- 2005: Blind Camera
- 2006: Still
- 2010: Whiteout

Сборники
- 2007: Years in Black (Best-of)

Синглы
- 2002: Die Wirklichkeit
- 2003: Be My Rain
- 2004: New Year’s Day
- 2005: Die Macht in dir
- 2006: Still Inside Your Arms
- 2010: Out of Sight

### Solar Fake
Полноформатные альбомы
- 2008: Broken Grid
- 2011: Frontiers
- 2013: Reasons to Kill
- 2015: Another Manic Episode

EP
- 2009: Resigned EP
- 2015: All the things you say
- 2018: You Win. Who Cares?